# Sebastiano Grasso (militare)
Sebastiano Giovanni Grasso (Catania, 29 agosto 1978) è un carabiniere italiano decorato di Medaglia d'Oro al Valor Civile.

## Biografia
Il Vice Brigadiere Sebastiano Giovanni Grasso nasce a Reggio Calabria il 29 agosto del 1978. 
All'epoca dei fatti egli prestava servizio presso il Comando Stazione Carabinieri di Aci Sant'Antonio (Catania).

## Incidente
Il 5 settembre 2021 il militare, di 43 anni, è stato gravemente ferito durante una sparatoria ad Acireale, in provincia di Catania. Il fatto è avvenuto durante la cerimonia di prima comunione del figlio di Grasso, sul sagrato della chiesa di Santa Maria degli Ammalati. Sebbene fosse fuori servizio, Grasso è intervenuto per sedare una lite scoppiata tra due gruppi di familiari presenti alla cerimonia.
Durante l'intervento, uno degli individui coinvolti, un uomo di 69 anni, ha estratto una pistola e ha sparato, colpendo Grasso tra il collo e la testa. Il carabiniere è stato immediatamente soccorso e trasportato all'ospedale Cannizzaro di Catania, dove è stato sottoposto a un delicato intervento neurochirurgico per una lesione vertebro-midollare. Nonostante non sia in pericolo di vita, le sue condizioni rimangono gravi e si teme che possa riportare danni permanenti alla colonna vertebrale, con il rischio di paralisi.
L'episodio ha suscitato grande commozione e solidarietà. Il procuratore di Catania, Carmelo Zuccaro, ha lodato il coraggio e il senso del dovere di Grasso, sottolineando l'importanza di fornirgli le migliori cure mediche disponibili. Anche il Comandante Generale dei Carabinieri, Teo Luzi, ha espresso vicinanza a Grasso e alla sua famiglia, riconoscendo il valore del suo gesto di intervenire anche fuori servizio.
La comunità di Acireale, compresi il sindaco Stefano Alì e il vescovo Antonino Raspanti, ha espresso sentimenti di vicinanza e solidarietà nei confronti del carabiniere e della sua famiglia, condannando al contempo la violenza che ha caratterizzato l'incidente.
L’uomo che ha sparato il colpo è stato condannato a diciassette anni di carcere e a un risarcimento di ottocentocinquemila euro. 
Il 5 giugno 2022 in occasione del 208° Annuale di Fondazione dell'Arma dei Carabinieri gli è stata conferita la Medaglia d'Oro al Valor Civile, concessagli il 5 settembre 2021 con Decreto del Presidente della Repubblica.